# Jaap Eden Trofee 1999
De Jaap Eden Trofee 1999 was een schaatsmarathon, de negenentwintigste editie van de Jaap Eden Trofee die werd gehouden op zaterdag 16 oktober 1999 en plaatsvond op de Jaap Edenbaan in Amsterdam. Voor de vierde keer was de Jaap Eden Trofee onderdeel van een KNSB Cup waarbij er punten gehaald konden worden voor het algemeen klassement. De winnaar van de negenentwintigste editie was bij de mannen Jan Maarten Heideman, die net als vorige twee edities weer wist te winnen, het zilver was voor René Ruitenberg en het brons voor Frans de Ronde. De winnaar van de veertiende editie bij de vrouwen Jenita Hulzebosch-Smit, het zilver was voor Gretha Smit en het brons voor Henny Bok.

## Podia
| Klasse              | Eerste                 | Tweede          | Derde          |
| ------------------- | ---------------------- | --------------- | -------------- |
| Top-divisie mannen  | Jan Maarten Heideman   | René Ruitenberg | Frans de Ronde |
| Top-divisie vrouwen | Jenita Hulzebosch-Smit | Gretha Smit     | Henny Bok      |

## Uitslag Top-divisie mannen[1]
| #      | Rijder                       | Nationaliteit | Ploeg                              | Ronde | Punten |
| ------ | ---------------------------- | ------------- | ---------------------------------- | ----- | ------ |
| Goud   | Jan Maarten Heideman         | Nederland     | Wehkamp                            |       | 20,1   |
| Zilver | René Ruitenberg              | Nederland     | Frisia Financieringen              |       | 19     |
| Brons  | Frans de Ronde               | Nederland     | Slager Industriele Dienstverlening |       | 18     |
| 4      | Bert Jan van der Veen        | Nederland     | Slager Industriele Dienstverlening |       | 17     |
| 5      | Koen Lankhaar                | Nederland     | Nuon                               |       | 16     |
| 6      | Miel Rozendaal               | Nederland     | Slager Industriele Dienstverlening |       | 15     |
| 7      | Ard Alderts                  | Nederland     | Slager Industriele Dienstverlening |       | 14     |
| 8      | Ruud Borst                   | Nederland     | Bional-Big Boss                    |       | 13     |
| 9      | Peter de Vries               | Nederland     | Bional-Big Boss                    |       | 12     |
| 10     | Erik Hulzebosch              | Nederland     | Nefit HR Ketels                    |       | 11     |
| 11     | Rudi Groenendal              | Nederland     | BP                                 |       | 10     |
| 12     | Patrick Schmitz              | Nederland     | Dasia Sport                        |       | 8      |
| 13     | Rob van Meggelen             | Nederland     | Nuon                               |       | 8      |
| 14     | Willem Poelstra              | Nederland     |                                    |       | 7      |
| 15     | Haico Bouma                  | Nederland     | Wehkamp                            |       | 6      |
| 16     | Hans Schipper                | Nederland     | Seignette                          |       | 5      |
| 17     | Henk Angenent                | Nederland     | Frisia Financieringen              |       | 4      |
| 18     | Yoeri Lissenberg             | Nederland     | Cantenaar                          |       | 3      |
| 19     | Rene Vergeer                 | Nederland     | AA Drink                           |       | 2      |
| 20     | Fausto de Oliveira Marreiros | Portugal      | Thyssen Liften                     |       | 1      |
| 21     | Jan Eise Kromkamp            | Nederland     | Frisia Financieringen              |       |        |
| 22     | Remko Huisman                | Nederland     | Timmerman Transport                |       |        |
| 23     | Arnold Stam                  | Nederland     | Bional-Big Boss                    |       |        |
| 24     | Arjan Schreuder              | Nederland     | Thyssen Liften                     |       |        |
| 25     | Martijn van Es               | Nederland     | BP                                 |       |        |
| 26     | Tino Dekker                  | Nederland     | AA Drink                           |       |        |
| 27     | René Kok                     | Nederland     | Ons Netwerk                        |       |        |
| 28     | Bert Kaan                    | Nederland     | AA Drink                           |       |        |
| 29     | Hans Pieterse                | Nederland     | Nuon                               |       |        |
| 30     | Rick van der Hoorn           | Nederland     | Stekelenburg / Kocomon             |       |        |
| 31     | Piet Kleine                  | Nederland     | Frisia Financieringen              |       |        |
| 32     | Bram Sikma                   | Nederland     | Cantenaar                          |       |        |
| 33     | Gerben van Hest              | Nederland     | Dasia Sport                        |       |        |
| 34     | Jan-Dirk Corts               | Nederland     | Stekelenburg / Kocomon             |       |        |
| 35     | Peter Baars                  | Nederland     | BP                                 |       |        |
| 36     | Eric-Jan Hagedoorn           | Nederland     | Dasia Sport                        |       |        |
| 37     | Remco Holtrop                | Nederland     | Timmerman                          |       |        |
| 38     | Falko Zandstra               | Nederland     | Wehkamp                            |       |        |
| 39     | Bernhard Bouma               | Nederland     | ABS Steigerbouw                    |       |        |
| 40     | John van Dijk                | Nederland     | AA Drink                           |       |        |

### Standen na Marathon Cup 1
| Stand Marathon Cup | Stand Marathon Cup           | Stand Marathon Cup | Stand Marathon Cup                 | Stand Marathon Cup |
| #                  | Rijder                       | Nationaliteit      | Ploeg                              | Punten             |
| ------------------ | ---------------------------- | ------------------ | ---------------------------------- | ------------------ |
| Goud               | Jan Maarten Heideman         | Nederland          | Wehkamp                            | 20,1               |
| Zilver             | René Ruitenberg              | Nederland          | Frisia Financieringen              | 19                 |
| Brons              | Frans de Ronde               | Nederland          | Slager Industriele Dienstverlening | 18                 |
| 4                  | Bert Jan van der Veen        | Nederland          | Slager Industriele Dienstverlening | 17                 |
| 5                  | Koen Lankhaar                | Nederland          | Nuon                               | 16                 |
| 6                  | Miel Rozendaal               | Nederland          | Slager Industriele Dienstverlening | 15                 |
| 7                  | Ard Alderts                  | Nederland          | Slager Industriele Dienstverlening | 14                 |
| 8                  | Ruud Borst                   | Nederland          | Bional-Big Boss                    | 13                 |
| 9                  | Peter de Vries               | Nederland          | Bional-Big Boss                    | 12                 |
| 10                 | Erik Hulzebosch              | Nederland          | Nefit HR Ketels                    | 11                 |
| 11                 | Rudi Groenendal              | Nederland          | BP                                 | 10                 |
| 12                 | Patrick Schmitz              | Nederland          | Dasia Sport                        | 8                  |
| 13                 | Rob van Meggelen             | Nederland          | Nuon                               | 8                  |
| 14                 | Willem Poelstra              | Nederland          |                                    | 7                  |
| 15                 | Haico Bouma                  | Nederland          | Wehkamp                            | 6                  |
| 16                 | Hans Schipper                | Nederland          | Seignette                          | 5                  |
| 17                 | Henk Angenent                | Nederland          | Frisia Financieringen              | 4                  |
| 18                 | Yoeri Lissenberg             | Nederland          | Cantenaar                          | 3                  |
| 19                 | Rene Vergeer                 | Nederland          | AA Drink                           | 2                  |
| 20                 | Fausto de Oliveira Marreiros | Portugal           | Thyssen Liften                     | 1                  |

## Uitslag Top-divisie vrouwen[2]
| #      | Rijder                   | Nationaliteit | Ploeg                              | Ronde | Punten |
| ------ | ------------------------ | ------------- | ---------------------------------- | ----- | ------ |
| Goud   | Jenita Hulzebosch-Smit   | Nederland     | Nefit                              | 1     | 25,1   |
| Zilver | Gretha Smit              | Nederland     | Nefit HR Ketels                    |       | 19     |
| Brons  | Henny Bok                | Nederland     | Slager Industriele Dienstverlening |       | 18     |
| 4      | Janny Zonderland         | Nederland     | Slager Industriele Dienstverlening |       | 17     |
| 5      | Petra de Boer-Grimbergen | Nederland     | Presto Cycle Sport                 |       | 16     |
| 6      | Jolanda van Goozen       | Nederland     | BP                                 |       | 15     |
| 7      | Sandra de Ronde          | Nederland     | Nuon                               |       | 14     |
| 8      | Linda Verdouw            | Nederland     | Slager Industriele Dienstverlening |       | 13     |
| 9      | Kathalijne Oudhoff       | Nederland     | Nuon                               |       | 12     |
| 10     | Miranda van de Haring    | Nederland     | Bos Kraanbedrijf                   |       | 11     |
| 11     | Ester van Dijk-Jong      | Nederland     | BP                                 |       | 10     |
| 12     | Wendy Vergeer            | Nederland     | AA Drink                           |       | 9      |
| 13     | Paula Feenstra           | Nederland     | Seignette                          |       | 8      |
| 14     | Daniëlle Bekkering       | Nederland     | Enkhuizer Almanak                  |       | 7      |
| 15     | Kim Wiggeman             | Nederland     | Dasia                              |       | 6      |
| 16     | Bianca Duursma           | Nederland     | Enkhuizer Almanak                  |       | 5      |
| 17     | Hillie van der Wal       | Nederland     | Bos Kraanbedrijf                   |       | 4      |
| 18     | Margreet Merbis          | Nederland     | BP                                 |       | 3      |
| 19     | Annamarie Thomas         | Nederland     |                                    |       |        |
| 20     | Kitty Meeth              | Nederland     | Presto Cycle Sport                 |       | 2      |
| 21     | Yasmin van Bentum        | Nederland     | Ecotrans/Free-wheel                |       | 1      |
| 22     | Rita Luten               | Nederland     | Wegbeveiliging Staphorst           |       |        |
| 23     | Desiree Verleur          | Nederland     | Primavera                          |       |        |
| 24     | Annelies Passchier       | Nederland     | Vinsk                              |       |        |
| 25     | Kea Lootsma              | Nederland     | Slager Industriele Dienstverlening |       |        |
| 26     | Lieke Splinter           | Nederland     | Presto Cycle Sport                 |       |        |
| 27     | Renate van de Geer       | Nederland     |                                    |       |        |
| 28     | Laura Kamminga           | Nederland     |                                    |       |        |
| 29     | Mariska van Drogenbroek  | Nederland     | AA Drink                           |       |        |
| 30     | Joke Boekel              | Nederland     | Seignette                          |       |        |
| 31     | Leontien Goesinnen       | Nederland     |                                    |       |        |
| 32     | Eline Kuin               | Nederland     | Seignette                          |       |        |
| 33     | Marike Ooms              | Nederland     | Strandbad Theo                     |       |        |
| 34     | Antje Albada             | Nederland     |                                    |       |        |
| 35     | Hiltje Venema            | Nederland     | Bouw Consulting Twente             |       |        |
| 36     | Celine van Oosterhout    | Nederland     | Presto Cycle Sport                 |       |        |

### Standen na Marathon Cup 1
| Stand Marathon Cup | Stand Marathon Cup       | Stand Marathon Cup | Stand Marathon Cup                 | Stand Marathon Cup |
| #                  | Rijder                   | Nationaliteit      | Ploeg                              | Punten             |
| ------------------ | ------------------------ | ------------------ | ---------------------------------- | ------------------ |
| 1                  | Jenita Hulzebosch-Smit   | Nederland          | Nefit                              | 25,1               |
| 2                  | Gretha Smit              | Nederland          | Nefit HR Ketels                    | 19                 |
| 3                  | Henny Bok                | Nederland          | Slager Industriele Dienstverlening | 18                 |
| 4                  | Janny Zonderland         | Nederland          | Slager Industriele Dienstverlening | 17                 |
| 5                  | Petra de Boer-Grimbergen | Nederland          | Presto Cycle Sport                 | 16                 |
| 6                  | Jolanda van Goozen       | Nederland          | BP                                 | 15                 |
| 7                  | Sandra de Ronde          | Nederland          | Nuon                               | 14                 |
| 8                  | Linda Verdouw            | Nederland          | Slager Industriele Dienstverlening | 13                 |
| 9                  | Kathalijne Oudhoff       | Nederland          | Nuon                               | 12                 |
| 10                 | Miranda van de Haring    | Nederland          | Bos Kraanbedrijf                   | 11                 |
| 11                 | Ester van Dijk-Jong      | Nederland          | BP                                 | 10                 |
| 12                 | Wendy Vergeer            | Nederland          | AA Drink                           | 9                  |
| 13                 | Paula Feenstra           | Nederland          | Seignette                          | 8                  |
| 14                 | Daniëlle Bekkering       | Nederland          | Enkhuizer Almanak                  | 7                  |
| 15                 | Kim Wiggeman             | Nederland          | Dasia                              | 6                  |
| 16                 | Bianca Duursma           | Nederland          | Enkhuizer Almanak                  | 5                  |
| 17                 | Hillie van der Wal       | Nederland          | Bos Kraanbedrijf                   | 4                  |
| 18                 | Margreet Merbis          | Nederland          | BP                                 | 3                  |
| 19                 | Kitty Meeth              | Nederland          | Presto Cycle Sport                 | 2                  |
| 20                 | Yasmin van Bentum        | Nederland          | Ecotrans/Free-wheel                | 1                  |

1971 · 
1972 · 
1973 ·
1974 · 
1975 · 
1976 · 
1977 · 
1978 · 
1979 · 
1980 · 
1981 · 
1982 · 
1983 · 
1984 · 
1985 · 
1986 · 
1987 · 
1988 · 
1989 · 
1990 · 
1991 · 
1992 · 
1993 · 
1994 · 
1995 · 
1996 · 
1997 · 
1998 · 
1999 · 
2000 · 
2001 · 
2002 · 
2003 · 
2004 · 
2005 · 
2006 · 
2007 · 
2008 · 
2009 · 
2010 · 
2011 · 
2012 · 
2013 · 
2014 · 
2015 · 
2016 · 
2017 · 
2018 · 
2019 · 
2020 ·  
2021 · 
2022 · 
2023 · 
2024